# Lasserre (Haute-Garonne)
Pour les articles homonymes, voir Lasserre.
Lasserre (en gascon La Sèrra) est une ancienne commune de la Haute-Garonne. Le 1er janvier 2018, elle fusionne avec la commune de Pradère-les-Bourguets pour former la commune de Lasserre-Pradère.
Ses habitants sont appelés les Lasserrois.

## Géographie
Commune de l'aire urbaine de Toulouse située dans le Savès à 25 km au nord-ouest de Toulouse dans la Vallée de la Save, entre L'Isle-Jourdain et Grenade, 10 km de l'Isle Jourdain (Gers), 7 km de Léguevin et 4 km de Lévignac-sur-Save. Commune rurale, elle intègre petit à petit la Grande Couronne toulousaine et son bassin d'emploi.

### Communes limitrophes
Lasserre est limitrophe de six autres communes.
Les communes limitrophes sont Lévignac, Brax, Léguevin, Mérenvielle, Pibrac et Pradère-les-Bourguets.
| Pradère-les-Bourguets (Lasserre-Pradère) | Lévignac |        |
|                                          | Lasserre | Pibrac |
| Mérenvielle                              | Léguevin | Brax   |

### Géologie et relief
La superficie de la commune est de 951 hectares ; son altitude varie de 145  à   253 mètres.
Une partie de la forêt de Bouconne est située sur la commune et occupe environ la moitié du territoire de la commune.

### Hydrographie
La commune est arrosée par le Ruisseau du Gajea affluent de l'Aussonnelle et par le Rémoulin et le ruisseau de la Bombouride tous deux affluents de la Save

### Transports
- Par la route : route nationale 224 ou la D 42.
- Par le train : la ligne Sainte-Agne - Auch passe sur la commune et les gares les plus proches sont la gare de Brax - Léguevin ou la gare de Mérenvielle.
- Par l'autobus : lignes régulières de transport interurbain réseau Arc-en-ciel (anciennement SEMVAT)
- Par l'avion : aéroport Toulouse-Blagnac

## Histoire
En 1944, le résistant François Verdier fut exécuté par la Gestapo à Lasserre, dans la forêt de Bouconne.
Le 1er janvier 2018, la commune est regroupée avec la commune de Pradère-les-Bourguets pour devenir Lasserre-Pradère, sous le régime de fusion-association.

## Politique et administration

### Administration municipale
Le nombre d'habitants au recensement de 2011 étant compris entre 500 et 1 499 habitants, le nombre de membres du conseil municipal pour l'élection de 2014 est de quinze,.

### Rattachements administratifs et électoraux
Commune déléguée faisant partie de la sixième circonscription de la Haute-Garonne, de Le Grand Ouest Toulousain Agglomération et du canton de Léguevin.

### Liste des maires
| Période                                  | Période  | Identité        | Étiquette | Qualité               |
| ---------------------------------------- | -------- | --------------- | --------- | --------------------- |
| mars 1989                                | 2001     | Pierre Dupuy    | PCF       |                       |
| mars 2001                                | En cours | Hervé Serniguet | PS        | Entrepreneur agricole |
| Les données manquantes sont à compléter. |          |                 |           |                       |

## Population et société

### Démographie
L'évolution du nombre d'habitants est connue à travers les recensements de la population effectués dans la commune depuis 1793. Pour les communes de moins de 10 000 habitants, une enquête de recensement portant sur toute la population est réalisée tous les cinq ans, les populations de référence des années intermédiaires étant quant à elles estimées par interpolation ou extrapolation. Pour la commune, le premier recensement exhaustif entrant dans le cadre du nouveau dispositif a été réalisé en 2008.

En 2016, la commune comptait 1 061 habitants, en évolution de +13,84 % par rapport à 2010 (Haute-Garonne : +8,02 %, France hors Mayotte : +2,11 %).
| 1793 | 1800 | 1806 | 1821 | 1831 | 1836 | 1841 | 1846 | 1851 |
| ---- | ---- | ---- | ---- | ---- | ---- | ---- | ---- | ---- |
| 387  | 360  | 429  | 394  | 428  | 429  | 422  | 426  | 487  |

| 1856 | 1861 | 1866 | 1872 | 1876 | 1881 | 1886 | 1891 | 1896 |
| ---- | ---- | ---- | ---- | ---- | ---- | ---- | ---- | ---- |
| 400  | 418  | 375  | 399  | 389  | 385  | 389  | 347  | 329  |

| 1901 | 1906 | 1911 | 1921 | 1926 | 1931 | 1936 | 1946 | 1954 |
| ---- | ---- | ---- | ---- | ---- | ---- | ---- | ---- | ---- |
| 286  | 287  | 284  | 232  | 229  | 209  | 216  | 237  | 205  |

| 1962 | 1968 | 1975 | 1982 | 1990 | 1999 | 2006 | 2008 | 2013  |
| ---- | ---- | ---- | ---- | ---- | ---- | ---- | ---- | ----- |
| 192  | 213  | 276  | 465  | 574  | 647  | 838  | 892  | 1 018 |

| 2016  | - | - | - | - | - | - | - | - |
| ----- | - | - | - | - | - | - | - | - |
| 1 061 | - | - | - | - | - | - | - | - |

| selon la population municipale des années : | 1968 | 1975 | 1982 | 1990 | 1999 | 2006 | 2009 | 2013 |
| Rang de la commune dans le département      | 337  | 318  | 198  | 182  | 184  | 173  | 168  | 161  |
| Nombre de communes du département           | 592  | 582  | 586  | 588  | 588  | 588  | 589  | 589  |

### Économie
L'agriculture basée sur la culture de céréales (maïs, blé…) a encore une place importante mais tend à diminuer en faveur de zones résidentielles liées à la proximité de l'agglomération toulousaine puisque Lasserre se trouve dans son aire urbaine.

### Enseignement
Lasserre fait partie de l'académie de Toulouse.
Sur la commune de Lasserre, il y a une crèche (l'arche des bambins) et une école maternelle. L'école élémentaire se trouve sur la commune voisine de Pradère-les-Bourguets, qui fait elle aussi partie du regroupement pédagogique géré par le SIVOM Vallée de la Save. Le collège du secteur se trouve à Léguevin.

### Activités sportives
Terrains de tennis, Boulodrome, chasse,

### Écologie et recyclage
La collecte et le traitement des déchets des ménages et des déchets assimilés ainsi que la protection et la mise en valeur de l'environnement se font dans le cadre de Le Grand Ouest Toulousain Agglomération.

## Culture locale et patrimoine

### Lieux et monuments
- Église Saint-Martin de style gothique
- Forêt de Bouconne : S'y trouve un monument en hommage au résistant François Verdier

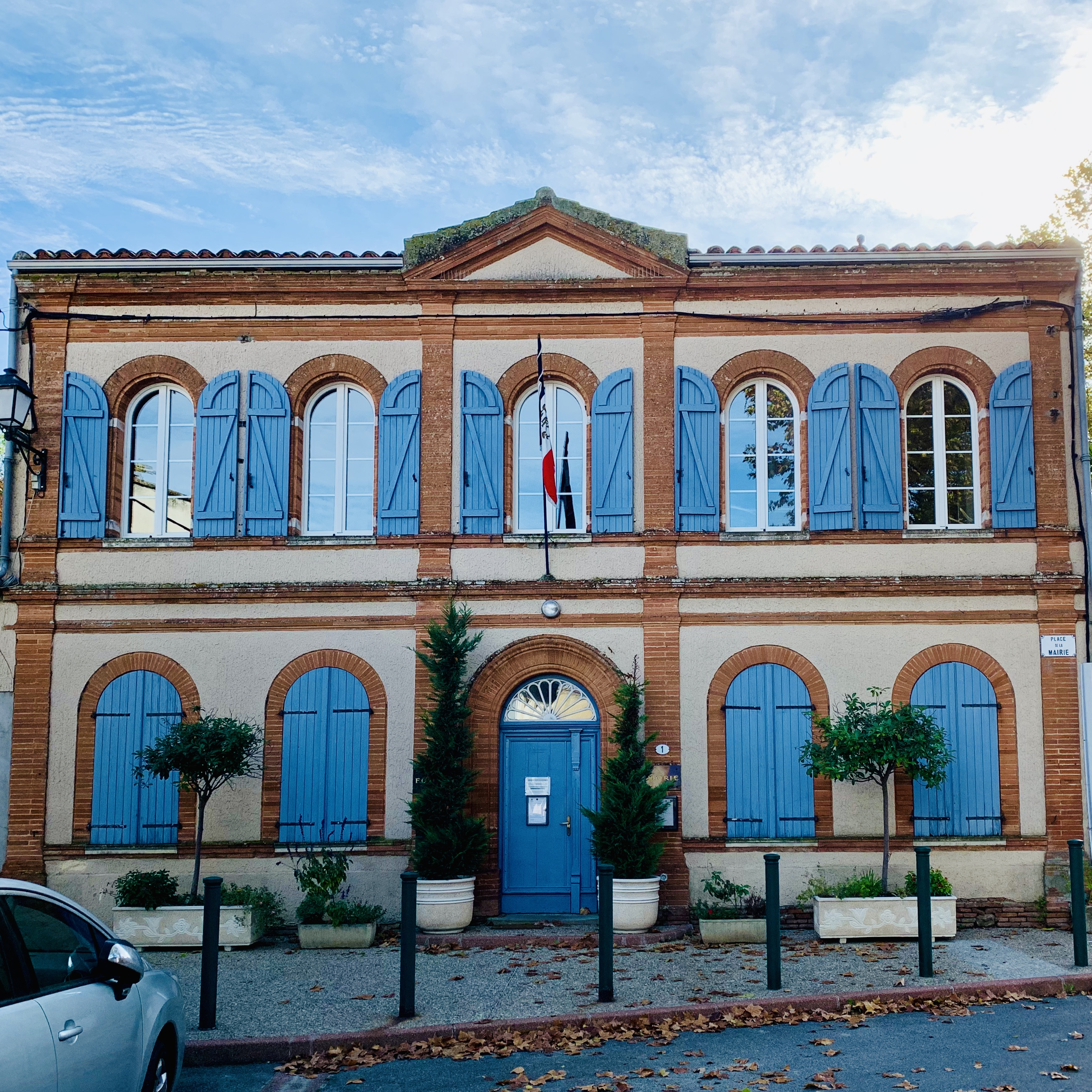
Mairie
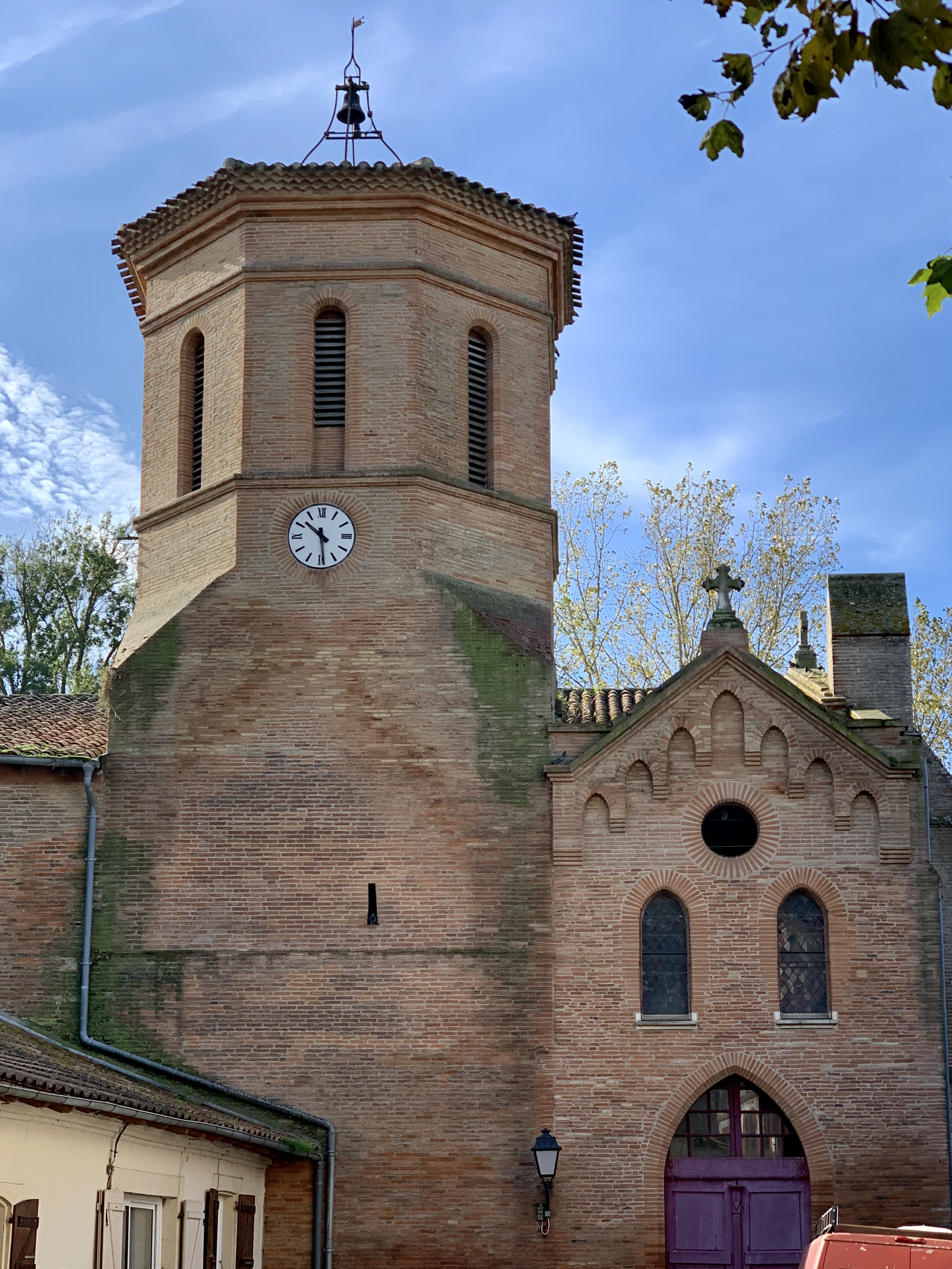
Église Saint-Martin
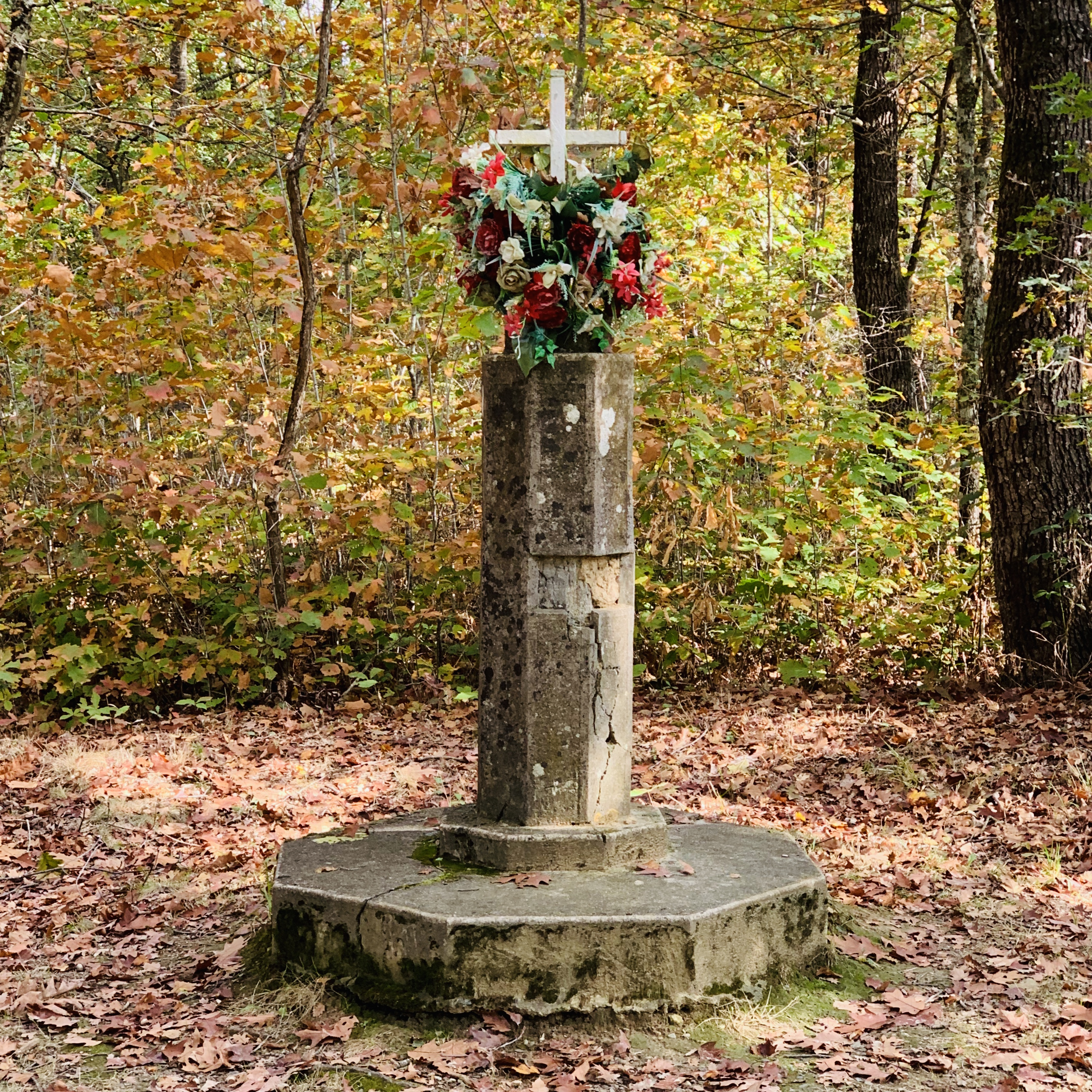
Croix de Sainte-Dominique en forêt de Bouconne
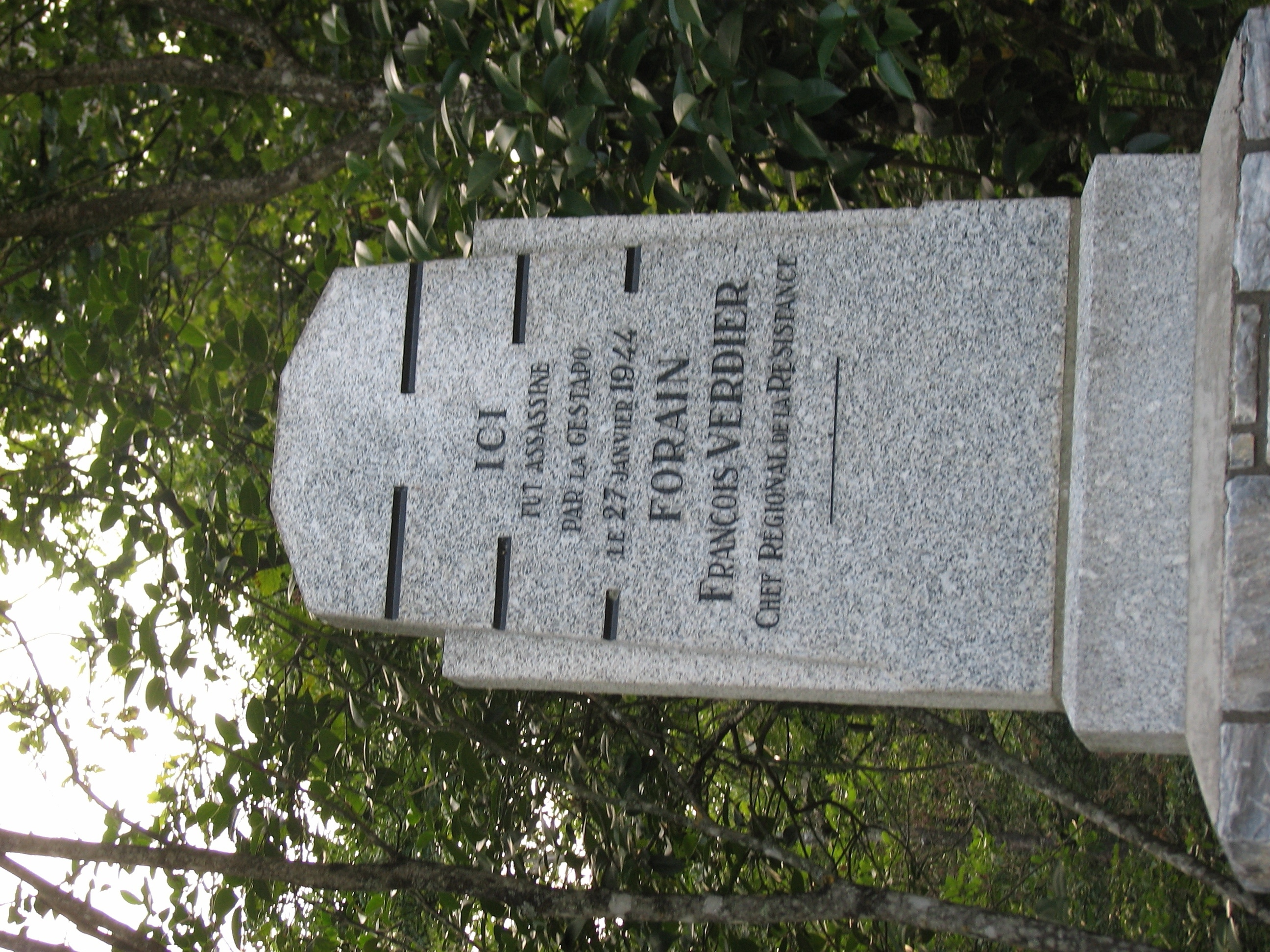
Monument François-Verdier en forêt de Bouconne

### Personnalités liées à la commune
- Jean-Claude Skrela, joueur de rugby à XV (en 2008, il entre dans le conseil municipal de la commune).
- François Verdier , résistant.

## Pour approfondir